# Déformation de Madelung
 Mise en garde médicale
La déformation de Madelung est caractérisée par une malformation touchant les deux poignets et caractérisée par des radius courts et incurvés et des ulna allongés, provoquant la subluxation de ces derniers.
Il s'agit d'un phénotype causé par la dyschondrostesis de Léri-Weill, elle-même issue, la plupart du temps, de mutations dans la région pseudoautosomale des chromosomes X et Y.
Elle doit son nom au médecin allemand Otto Wilhelm Madelung (1846-1926).